# Joris Ivens
Joris Ivens (Nijmegen, 1898. november 18. – Párizs, 1989. június 28.) holland dokumentumfilmes, elkötelezett kommunista.

## Fiatalsága
Georg Henri Anton Ivens vagyonos családban született, a filmezés iránti érdeklődése apja egyik fotófelszerelést árusító boltjában végzett munkája során alakult ki. Első filmjét 13 évesen forgatta. Közgazdaságtant tanult, azzal a céllal, hogy apja vállalkozását folytatja, de a társadalmi osztálykülönbségek iránti érdeklődése letérítette erről az útról. 1923-ban Berlinben megismerkedett Germaine Krull fotográfussal, akivel 1927-ben érdekházasságot kötött, hogy Krull holland útlevelet kaphasson, illetve a házasság társadalmi mázának elfogadottsága révén ne kelljen autonómiáját feláldoznia.
Kezdetben a technikára koncentrált, abból a meggondolásból, hogy a költségek lényeges szerepet játszanak, mely első filmjeinek, különösen az Eső (Regen, 1929) és A híd (De Brug, 1928) című alkotásainak jellemzője. Ekkoriban Amszterdamban részt vett a Filmliga létrehozásában, mely külföldi filmeseket is Hollandiába vonzott, mint Alberto Cavalcanti, René Clair, Szergej Mihajlovics Eisenstein, Vszevolod Illarionovics Pudovkin és Dziga Vertov, akikkel összebarátkozott.
1929-ben, Ivens ellátogatott a Szovjetunióba, s meglepte, hogy meghívták egy általa szabadon megválasztható témában rendezendő film forgatására. Választása az új ipari városra, Magnyitogorszkra esett. Mielőtt belefogott volna, visszatért Hollandiába, hogy felvegye Ipari szimfónia című filmjét a Philips Electric számára. Visszatért a Szovjetunióba, ahol 1931-ben megcsinálta filmjét Magnyitogorszkról Hősök éneke címmel, Ez egy propaganda film volt az új ipari városról, melyet főleg kényszermunkásokkal építettek, de Ivens úgy ábrázolta őket, mint kommunista önkénteseket. Ivens ezekre a kényszermunkásokra később mint kártékony elemekre utalt.
1933-ban Henri Storckkal forgatott megindító, aktivista filmet egy szénbányász régió életéről Borinage (Borinage, 1933) címmel. A második világháború alatt két szövetségesi propaganda filmet rendezett a Kanadai Nemzeti Filmbizottság részére, többek közt a Kanadai Királyi Haditengerészet konvojkísérő hajóiról az atlanti csatában (Action Stations, 1943).

## Az Egyesült Államokban és a II. világháború után
1936 és 1945 között Ivens az Egyesült Államokban élt. Az 1940-es évben Pare Lorentz Amerikai Filmszolgálata (U.S. Service) számára készített egy poétikus dokumentumfilmet a vidéki villamosításról Áram és a föld (Power and the Land) címmel. A középpontban a Parkinson család áll, mely egy tejgazdaságot működtet, s ellátja a helyi közösséget. A film bemutatja az elektromosság hiányának problémáját, amely végül megoldódik. Ivens ismert antifasisztaként filmet készített A spanyol föld (The Spanish Earth) címmel a spanyol polgárháború egy epizódjáról a köztársasági kormány támogatására, szövegét Ernest Hemingway társszerzőségével írta, zenéjét Marc Blitzstein és Virgil Thomson szerezte. Jean Renoir volt a francia narrátor, míg Hemingway az angol nyelvű, mivel Orson Welles hangja túl teátrálisnak tűnt. A filmet Archibald MacLeish, Fredric March, Florence Eldridge, Lillian Hellman, Luise Rainer, Dudley Nichols, Franchot Tone és más filmsztárok, filmmogulok, írók finanszírozták, akik létrehoztak egy csoportot, mely Kortárs Történészek (Contemporary Historians) néven vált ismertté. A spanyol föld 1937 július 8-án bemutatásra került a Fehér Házban, ami után Ivens, Hemingway, Martha Gellhorn vacsorán vett részt Franklin D. Roosevelt elnök, Eleanor Roosevelt és Harry Hopkins társaságában. A Roosevelt házaspárnak tetszett a film, de úgy vélték több reklámra lenne szüksége. Ezt a filmjét később a filmkritikusok mesterműnek minősítették.
1938-ban kínába utazott. A 400 millió (The 400 Million, 1939) című film a modern Kína történetét, a japán invázóval szembeni ellenállást ábrázolja, benne drámai csatajelenetekkel. Robert Capa volt az operatőr, Sidney Lumet olvasóként közreműködött, Hanns Eisler szerezte a zenéjét és Fredric March volt a narrátor. Ugyanazok a személyek finanszírozták, mint A Spanyol földet. Fő támogatás gyűjtője az Oscar díjas színésznő, Luise Rainer volt; a csoport pedig ezúttal Történelem Ma Rt.-nek (History Today, Inc) hívta magát. A Kuomintang kormány cenzúrázta a filmet, attól tartva, hogy túlzottan hiteles képet fest a baloldali erőkről. Ivenst meggyanúsították, hogy Mao Ce-tung és különösen Csou En-laj barátja.
1944-ben Ismerd meg az ellenséged: Japán (Know Your Enemy: Japan) címmel forgatta Frank Capra számára az Egyesült Államok Hadügyminisztériuma Miért Harcolunk (Why We Fight) című filmsorozatának egy darabját. A film kommentárjait Carl Foreman írta. Sosem került terjesztésre, mert a film Hirohito császárt háborús bűnösnek ábrázolta, megbélyegezte, és mire bemutatásra került volna, az amerikai külpolitika megváltozott, megtartotta a császárt mint eszközt, a háború utáni Japán rendjének érdekében. Ivens tevékenysége nem felelt meg a Truman adminisztráció számára, a kormány „vörös veszedelem” felbukkanását látta az ismert és gyanított kommunistákban, ennek következtében Roosevelt halála után Ivens elhagyta az Egyesült Államokat. Ivens politikai tevékenysége egyszer és mindenkorra „elintézte” első játékfilm tervét, melyet Greta Garbo szereplésével akart megvalósítani. Tény, hogy a producer, Walter Wanger eltökélt volt abban, hogy Ivens hagyja el Hollywoodot.
1946-ban hivatalos megbízása volt Hollandiából az Indonéz függetlenségről szóló film forgatására. Ivens tiltakozásként visszautasította, mert megítélése szerint az imperializmus folytatódott, s Hollandia ellenállt a dekolonizációnak, ezért titokban forgatta az Indonézia kiált (Indonesia Calling) című munkáját. Körülbelül egy évtizeden át Kelet-Európában élt, ahol számos stúdióban dolgozott. Indonéziával kapcsolatos álláspontja és a keleti-blokkal fennálló hidegháborús elkötelezettsége felbosszantotta a holland kormányt. Hosszú időszak után kötelezték, hogy három-négyhavonta hosszabbítsa meg útlevelét.
1965 és 1970 között Észak-Vietnam háború alatti életéről forgatott filmet: 17-ik párhuzam: a nép háborúja (17e parallèle: La guerre du peuple) címen és részt vett egy közös munkában Távol Vietnamtól (Loin du Vietnam). 1967-ben megkapta a Lenin béke díjat.
1971 és 1977 között egy 763 perces dokumentumfilmet készített a kínai kulturális forradalomról Hogy mozdította meg Ju Kong a hegyeket (How Yukong Moved the Mountains) címmel. Csou En-lajhoz és Mao Ce-tunghoz fűződő barátságának köszönhetően példa nélküli közelségbe kerülhetett a történésekhez.
A holland kormány 1989-ben lovaggá ütötte, s ugyanazon év június 28-án halt meg. Röviddel halála előtt forgatta több mint 40 filmjének utolsó darabját Széltörténet (Une histoire de vent) címmel, melyet az Európai Filmakadémia a dokumentumfilmes zsűri különdíjával jutalmazott.

## Fordítás
- Ez a szócikk részben vagy egészben a Joris Ivens című angol Wikipédia-szócikk ezen változatának fordításán alapul.  Az eredeti cikk szerkesztőit annak laptörténete sorolja fel. Ez a jelzés csupán a megfogalmazás eredetét és a szerzői jogokat jelzi, nem szolgál a cikkben szereplő információk forrásmegjelöléseként.